# Cantalès
Le Cantalès  est une micro-région naturelle française, située en Auvergne, dans le département du Cantal. Il constitue la partie nord de la Châtaigneraie cantalienne.

## Situation
Ce petit territoire forme la partie nord de la Châtaigneraie et fait transition avec les Monts du Cantal. Il s'étend entre la Cère et l'Authre au sud et le barrage d'Enchanet au nord. La ville d'Aurillac se trouve à proximité immédiate au sud-est.

## Histoire
Le Cantalès est attesté depuis 885, date de la donation à l’abbaye de Beaulieu-en-Rouergue d'une église , au lieu-dit Campellus, et d'une manse dans la villa de Karidoà. D'après Marcellin Boudet le Cantalès s’étendait de Pleaux à Saint-Rémy au nord, de Saint-Santin-Cantalès à Saint-Étienne-Cantalès à l’ouest, et de Saint-Étienne jusqu’aux frontières d’Aurillac au sud, en passant par Viescamp. À l’est, le Cantalès s’arrêtait avant Naucelles et Marmanhac, se poursuivant peut-être jusqu’aux montagnes. Les toponymes Saint-Martin-Cantalès , montrent encore l’ancienneté de cette désignation.